# Dakshin Dinajpur
Dakshin Dinajpur (Dakshin bedeutet Süd) ist ein Distrikt im indischen Bundesstaat Westbengalen. Sitz der Verwaltung ist die Stadt Balurghat.

## Geschichte
Der Distrikt Dakshin Dinajpur wurde 1992 aus dem ehemaligen Distrikt West Dinajpur gebildet.

## Bevölkerung

### Übersicht
Die Einwohnerzahl lag bei 1.676.276 (2011). Die Bevölkerungswachstumsrate im Zeitraum von 2001 bis 2011 betrug 11,52 %. Dakshin Dinajpur hat ein Geschlechterverhältnis von 956 Frauen pro 1000 Männer und damit einen für Indien häufigen Männerüberschuss. Der Distrikt hatte 2011 eine Alphabetisierungsrate von 72,82 %, eine Steigerung um knapp 9 Prozentpunkte gegenüber dem Jahr 2001. Die Alphabetisierung liegt damit ähnlich dem nationalen Durchschnitt. Knapp 73,6 % der Bevölkerung sind Hindus, ca. 24,6 % sind Muslime,  1,5 % sind Christen und 0,4 % gaben keine Religionszugehörigkeit an oder gehörten anderen Religionen an. 11,2 % der Bevölkerung sind Kinder unter 6 Jahre.

### Einwohnerentwicklung
In den ersten Jahrzehnten des 20. Jahrhunderts wuchs die Bevölkerung nur schwach. Dies wegen Seuchen, Krankheiten und Hungersnöten. Seit der Unabhängigkeit Indiens hat sich die Bevölkerungszunahme beschleunigt. Während die Bevölkerung in der ersten Hälfte des 20. Jahrhunderts um rund 32 % zunahm, betrug das Wachstum in den fünfzig Jahren zwischen 1961 und 2011 197 %. Die Bevölkerungszunahme zwischen 2001 und 2011 lag bei nur 11,52 % oder rund 173.000 Menschen. Offizielle Bevölkerungsstatistiken werden seit 1901 geführt und veröffentlicht.
| Jahr      | 1901    | 1911    | 1921    | 1931    | 1941    | 1951    | 1961    | 1971    | 1981    | 1991      |
| Einwohner | 340.163 | 363.212 | 319.170 | 342.245 | 383.042 | 448.275 | 563.598 | 772.618 | 989.294 | 1.230.608 |

### Bedeutende Orte
Im Distrikt gibt es zwar sieben Orte, die als Städte (towns und census towns) gelten. Dennoch ist der Anteil der städtischer Bevölkerung im Distrikt gering. Denn nur 236.295 der 1.676.276 Einwohner oder 14,10 % leben in städtischen Gebieten. Die beiden Orte mit mehr als 10.000 Einwohnern sind Balurghat mit 153.279 Einwohnern und Gangarampur mit 56.217 Einwohnern.:

### Volksgruppen
In Indien teilt man die Bevölkerung in die drei Kategorien general population, scheduled castes und scheduled tribes ein. Die scheduled castes (anerkannte Kasten) mit (2011) 482.754 Menschen (28,80 Prozent der Bevölkerung) werden heutzutage Dalit genannt (früher auch abschätzig Unberührbare betitelt). Die scheduled tribes sind die anerkannten Stammesgemeinschaften mit (2011) 275.366 Menschen (16,43 Prozent der Bevölkerung), die sich selber als Adivasi bezeichnen. Zu ihnen gehören in Westbengalen 40 Volksgruppen. Mehr als 5000 Angehörige zählen die Santal (163.696 Personen oder 9,77 % der Distriktsbevölkerung), Munda (27.475 Personen oder 1,64 % der Distriktsbevölkerung) und Bedia (16.153 Personen oder 0,96 % der Distriktsbevölkerung).

### Bevölkerung des Distrikts nach Bekenntnissen
Die Bevölkerung hat zwar eine klare hinduistische Bevölkerungsmehrheit. Die Hindus dominieren in beiden Städten und in allen Blocks. Ihre Hochburgen sind die beiden Städte sowie die Blocks Balurghat und Hilli. Dort beträgt der Anteil der Hindus zwischen 87,56 % und 98,43 %. Mit Ausnahme des Blocks Harirampur (nur 50,19 % Bevölkerungsanteil) sind sie auch in allen anderen Blocks eine deutliche Mehrheit.
Eine große religiöse Minderheit sind die Muslime. Ihre Hochburgen sind die Blocks Gangarampur, Harirampur (49 % Bevölkerungsanteil), Kumarganj und Kushmundi. Sie erreichen in all diesen Gebieten Anteile von über 30 % der Bevölkerung. Die kleinere Minderheit der Christen lebt über den gesamten Distrikt verstreut und erreicht überall nur Werte von unter 4 Prozent. Die genaue religiöse Zusammensetzung der Bevölkerung zeigt folgende Tabelle:
| Jahr                                | Buddhisten | Buddhisten | Christen | Christen | Hindus    | Hindus  | Jainas | Jainas | Muslime | Muslime | Sikhs | Sikhs  | Andere | Andere | keine Angaben | keine Angaben | Total     | Total    |
| Jahr                                | Zahl       | Anteil     | Zahl     | Anteil   | Zahl      | Anteil  | Zahl   | Anteil | Zahl    | Anteil  | Zahl  | Anteil | Zahl   | Anteil | Zahl          | Anteil        | Einwohner | Anteil   |
| ----------------------------------- | ---------- | ---------- | -------- | -------- | --------- | ------- | ------ | ------ | ------- | ------- | ----- | ------ | ------ | ------ | ------------- | ------------- | --------- | -------- |
| 2011                                | 148        | 0,01 %     | 24.794   | 1,48 %   | 1.232.850 | 73,55 % | 323    | 0,02 % | 412.788 | 24,63 % | 276   | 0,02 % | 2786   | 0,17 % | 2311          | 0,14 %        | 1.676.276 | 100,00 % |
| Quelle: Volkszählung in Indien 2011 |            |            |          |          |           |         |        |        |         |         |       |        |        |        |               |               |           |          |

### Bevölkerung des Distrikts nach Sprachen
Eine klare Mehrheit der Einwohnerschaft spricht Bengali-Sprachen und -Dialekte (1.414.876 Personen oder 84,41 % der Distriktsbevölkerung). Standard-Bengali überwiegt deutlich innerhalb dieser Sprachgruppe, der Dialekt Rajbangsi zählt nur etwa 3000 Personen. In den Blocks liegt der Anteil von Bengali zwischen 75,55 % im Block Balurghat und 94,42 % in der Stadt Balurghat.
Drei weitere Sprachgruppen erreichen hohe Anteile. Es sind dies die Munda-Sprachen der austroasiatischen Sprachfamilie (mehr als 175.000 Personen oder rund 10,5 % der Distriktsbevölkerung), die Hindi-Sprachen und -Dialekte (55.226 Personen oder 3,30 % der Distriktsbevölkerung) und die drawidischen Sprachen (mehr als 22.000 Personen oder 1,3 % der Distriktsbevölkerung). Bedeutende Munda-Sprachen im Distrikt sind Santali, Munda, Mundari, Sora/Savara, Koda/Kora und Bhumij, bedeutende Hindi-Sprachen und -Dialekte Sadan/Sadri, Alltagshindi (auch Hindi), Kurmali Thar und Bhojpuri und die beiden drawidischen Sprachen Kurukh/Oraon und Paharia.
Anteile von mehr als 10 % in einem Block oder einer Stadt erreicht allerdings nur Santali. Hochburgen dieser Sprache sind die Blocks Balurghat (12,33 % Anteil), Bansihari (15,71 % Anteil), Harirampur (12,83 % Anteil), Kumarganj (13,54 % Anteil) und Tapan (10,79 % Anteil). Hochburg von Kurukh/Oraon ist der Block Tapan (11.376 Personen oder 4,54 % Bevölkerungsanteil). Die genaue sprachliche Zusammensetzung der Bevölkerung zeigt folgende Tabelle:
| Jahr                                | Bengali   | Bengali | Santali | Santali | Kurukh | Kurukh | Sadan/Sadri | Sadan/Sadri | Hindi  | Hindi  | Kurmali Thar | Kurmali Thar | Munda | Munda  | Bhojpuri | Bhojpuri | Total     | Total    |
| Jahr                                | Zahl      | Anteil  | Zahl    | Anteil  | Zahl   | Anteil | Zahl        | Anteil      | Zahl   | Anteil | Zahl         | Anteil       | Zahl  | Anteil | Zahl     | Anteil   | Einwohner | Anteil   |
| ----------------------------------- | --------- | ------- | ------- | ------- | ------ | ------ | ----------- | ----------- | ------ | ------ | ------------ | ------------ | ----- | ------ | -------- | -------- | --------- | -------- |
| 2011                                | 1.406.222 | 83,89 % | 160.654 | 9,58 %  | 20.943 | 1,25 % | 20.870      | 1,25 %      | 17.562 | 1,05 % | 7891         | 0,47 %       | 6493  | 0,39 % | 6410     | 0,38 %   | 1.676.276 | 100,00 % |
| Quelle: Volkszählung in Indien 2011 |           |         |         |         |        |        |             |             |        |        |              |              |       |        |          |          |           |          |

## Wirtschaft
Die Wirtschaft wird von der Landwirtschaft und der Fischerei dominiert.